# Keith Owens
Keith Kensel Owens (San Francisco, California; 31 de mayo de 1969) es un exjugador de baloncesto estadounidense que disputó una temporada en la NBA, desarrollando el resto de su carrera en la CBA, la liga francesa y la ACB. Con 2,01 metros de estatura, lo hacía en la posición de alero.

## Trayectoria deportiva

### Universidad
Jugó cuatro temporadas con los Bruins de la Universidad de California, Los Ángeles, en las que promedió 3,2 puntos y 3,0 rebotes por partido. En su última temporada fue el máximo taponador de la Pacific-10 Conference, promediando 1,9 por partido.

### Profesional
Tras no ser elegido en el Draft de la NBA de 1991, fichó por Los Angeles Lakers, con los que había disputado la Liga de Verano. Disputó apenas 20 partidos, siempre en los minutos de la basura, en los que promedió 1,3 puntos.
Al año siguiente fichó por el Montpellier Paillade Basket de la liga francesa, y posteriormente en los Oklahoma City Cavalry y los Fargo-Moorhead Fever de la CBA, y finalmente en 1994 en el Joventut Badalona de la liga ACB, donde únicamente llegó a disputar 6 partidos, promediando 5,7 puntos y 3,2 rebotes, antes de ser reemplazado por John Ebeling.

## Estadísticas de su carrera en la NBA

### Temporada regular
| Año     | Equipo             | PJ | PT | MPP | %TC  | %3P  | %TL  | RPP | APP | ROB | TPP | PPP |
| ------- | ------------------ | -- | -- | --- | ---- | ---- | ---- | --- | --- | --- | --- | --- |
| 1991-92 | Los Angeles Lakers | 20 | 0  | 4.0 | .281 | .000 | .800 | .8  | .2  | .3  | .2  | 1.3 |
| Total   |                    | 20 | 0  | 4.0 | .281 | .000 | .800 | .8  | .2  | .3  | .2  | 1.3 |